# Agosta (Q178)
| «Агоста»                                                           | «Агоста» | «Агоста» |
| ------------------------------------------------------------------ | --- | --- |
| Agosta (Q178)                                                      | | |
|                                                                    | | |
| Схема підводного човна типу «Редутабль»                            | | |
| Верф                                                               | Arsenal de Cherbourg, Шербур | Arsenal de Cherbourg, Шербур |
| Під прапором                                                       | Франція | Франція |
| Належність                                                         | Військово-морські сили Франції | Військово-морські сили Франції |
| Порт приписки                                                      | Шербур, Брест | Шербур, Брест |
| На честь                                                           | морської битви біля Аугусти | морської битви біля Аугусти |
| Закладений                                                         | 2 лютого 1932 | 2 лютого 1932 |
| Спуск на воду                                                      | 30 квітня 1934 | 30 квітня 1934 |
| Введений до складу флоту                                           | 1 лютого 1937 | 1 лютого 1937 |
| На службі                                                          | 1937–1942 | 1937–1942 |
| Загибель                                                           | 18 червня 1940 року затоплений екіпажем у Бресті | 18 червня 1940 року затоплений екіпажем у Бресті |
| Бойовий досвід                                                     | Друга світова війна Битва за Атлантику | Друга світова війна Битва за Атлантику |
| Проєкт                                                             | | |
| Класифікація ПЧ                                                    | великий океанський дизель-електричний підводний човен | великий океанський дизель-електричний підводний човен |
| Тип ПЧ                                                             | підводний човен типу «Редутабль» | підводний човен типу «Редутабль» |
| Основні характеристики                                             | | |
| Швидкість (надводна)                                               | 17,5 вузлів (32,4 км/год) | 17,5 вузлів (32,4 км/год) |
| Швидкість (підводна)                                               | 10 вузлів (18,6 км/год) | 10 вузлів (18,6 км/год) |
| Робоча глибина занурення                                           | 80 м | 80 м |
| Дальність плавання                                                 | 14 000 миль (26 000 км) на швидкості 7 вузлів (надводна) 10 000 миль (18 600 км) на швидкості 10 вузлів (надводна) 4 000 миль (7 000 км) на швидкості 17 вузлів (надводна) 90 миль (170 км) на швидкості 7 вузлів (підводна) | 14 000 миль (26 000 км) на швидкості 7 вузлів (надводна) 10 000 миль (18 600 км) на швидкості 10 вузлів (надводна) 4 000 миль (7 000 км) на швидкості 17 вузлів (надводна) 90 миль (170 км) на швидкості 7 вузлів (підводна) |
| Екіпаж                                                             | 64 офіцери та матроси | 64 офіцери та матроси |
| Розміри                                                            | | |
| Довжина найбільша (по КВЛ)                                         | 92,30 м | 92,30 м |
| Ширина корпусу найб.                                               | 8,1 м | 8,1 м |
| Середня осадка (по КВЛ)                                            | 4,40 м | 4,40 м |
| Водотоннажність надводна                                           | 1572 тонни | 1572 тонни |
| Водотоннажність підводна                                           | 2092 тонни | 2092 тонни |
| Силова установка                                                   | | |
| Дизель-електрична: 2 × дизельних двигуни Sulzer 2 × електродвигуни | | |
| Гвинти                                                             | 2 | 2 |
| Потужність                                                         | 2 × 3000 к.с. (дизелі) 2 × 1200 к. с. (електродвигуни) | 2 × 3000 к.с. (дизелі) 2 × 1200 к. с. (електродвигуни) |
| Озброєння                                                          | | |
| Артилерія                                                          | 1 × 100-мм гармата SM1925 | 1 × 100-мм гармата SM1925 |
| Торпедно- мінне озброєння                                          | 9 × 550-мм торпедних апаратів 2 × 400-мм торпедних апарати 13 торпед | 9 × 550-мм торпедних апаратів 2 × 400-мм торпедних апарати 13 торпед |
| ППО                                                                | 2 (1 × 2) × 13,2-мм зенітні кулемети M1929 | 2 (1 × 2) × 13,2-мм зенітні кулемети M1929 |

«Агоста» (Q178) (фр. Agosta (Q178) — військовий корабель, великий океанський підводний човен типу «Редутабль» 3-ї серії військово-морських сил Франції часів Другої світової війни.
Підводний човен «Агоста» був закладений 2 лютого 1932 року на верфі компанії Arsenal de Cherbourg у Шербурі. 30 квітня 1934 року він був спущений на воду, а 1 лютого 1937 року увійшов до складу ВМС Франції.

## Історія служби
У 1937 році «Агоста» та однотипні кораблі «Ахерон», «Бевез'е» і «Френель» отримали наказ здійснити навчальний похід до Аргентини, щоб перевірити витривалість екіпажів французьких підводних човнів та їх обладнання. На основі досвіду інших французьких підводних човнів, які здійснювали подібні переходи до таких місць, як Дуала у французькому Камеруні та французький Індокитай у Південно-Східній Азії, на борту «Агости» та «сістер-шипом» «Уессан» було встановлено систему повітряного охолодження, щоб перевірити її здатність покращувати умови проживання екіпажу човнів у тропічному кліматі. 23 грудня 1937 року «Агоста» прибув до Фор-де-Франс на острові Мартиніка у Французькій Вест-Індії разом з «Бевез'є» під час їхнього переходу до Аргентини.
1 вересня 1939 року почалася Друга світова війна з вторгненням Німеччини до Польщі. У цей час «Агоста» разом зі своїми «сістер-шипами» «Бевез'е», «Уессан» і «Сіді-Ферух» служив у 8-ї дивізії підводних човнів — частині 4-ї підводної ескадри 1-ї ескадри Сил відкритого моря, яка базувалася в Бресті. Того дня «Агоста», «Уессан», «Акіл» і «Касаб'янка» вирушили з Бреста, щоб дослідити ситуацію навколо Віго, і повідомити про присутність там німецьких кораблів і підводних човнів. 3 вересня 1939 року Франція вступила у війну на боці союзників. 4 вересня місію було скасовано й підводні човни повернулися до Бреста.
14 вересня 1939 року «Агоста», «Акіл», «Касаб'янка», «Уессан», «Пастер» і «Сфакс» отримали наказ встановити постійне патрулювання біля Віго, де німецькі торговельні судна, які союзники підозрювали в тому, що вони слугували кораблями постачання для німецьких підводних човнів, знайшов притулок після початку війни. Вони продовжували патрулювати біля Віго до кінця жовтня 1939 року.
Потім «Агоста» та решта 8-ї дивізії підводних човнів залишили європейські води та вирушили до Фор-де-Франса на острові Мартиніка у Французькій Вест-Індії, щоб здійснювати патрулювання в околицях Тринідаду. «Агоста» патрулював головним чином у каналі Колумба, також відомому як Паща Змії, між Тринідадом і Венесуелою.
12 січня 1940 року «Агоста» разом з «Уессаном» вирушив з Фор-де-Франс до Бреста. Після зупинки в Касабланці у Французькому Марокко дві підводні човни прибули до Бреста 1 лютого 1940 року, де почали капітальний ремонт.
«Агоста» все ще перебував на ремонті, коли 10 травня 1940 року німецькі сухопутні війська вдерлися у Францію, поклавши початок битві за Францію, а 10 червня 1940 року Італія оголосила війну Франції та приєдналася до сил вторгнення. Коли німецькі сухопутні війська наблизилися до Бреста, «Агоста», який не міг рушити з доку, щоб запобігти її захопленню німцями, був затоплений о 19:00 18 червня 1940 року.
25 червня 1941 року німці підняли «Агосту» з води, щоб звільнити його причал, і відбуксирували трофейний човен до Бордо, Франція. В 1944 році «Агосту» списали.